# فرودگاه آنگوچ
فرودگاه آنگوچ (به انگلیسی: Angoche Airport) یک فرودگاه همگانی با کد یاتا ANO است . این فرودگاه در شهر آنگوچ کشور موزامبیک قرار دارد و در ارتفاع ۳۶ متری از سطح دریا واقع شده است.